# Santa María del Monte de Cea
Santa María del Monte de Cea – gmina w Hiszpanii, w prowincji León, w Kastylii i León, o powierzchni 92,22 km². W 2011 roku gmina liczyła 269 mieszkańców.